# Aarón Contreras
Aarón Pablo Contreras Dávalos (2 de febrero de 2006) es un deportista chileno que compite en taekwondo. Ganó una medalla de plata en los Juegos Panamericanos de 2023, en la prueba de equipo.

## Palmarés internacional
| Juegos Panamericanos | Juegos Panamericanos | Juegos Panamericanos | Juegos Panamericanos |
| Año                  | Lugar                | Medalla              | Categoría            |
| -------------------- | -------------------- | -------------------- | -------------------- |
| 2023                 | Santiago (Chile)     | Medalla de plata     | Equipo               |